# Olga Lioubimova
Olga Lioubimova (en russe : Ольга Борисовна Любимова) née le 31 décembre 1980 à Moscou, République socialiste fédérative soviétique de Russie, URSS, est une femme politique russe. Elle est ministre de la Culture (en) de la fédération de Russie depuis le 21 janvier 2020 au sein du gouvernement du premier ministre Mikhaïl Michoustine. Son prédécesseur à la tête du ministère de la culture était Vladimir Medinski.

## Biographie
Olga Lioubimova a étudié au gymnasium orthodoxe, puis a obtenu son diplôme universitaire à la faculté de journalisme de l'université d'État de Moscou et a complété celui-ci à la faculté d'études théâtrales de l'Académie russe des arts du théâtre (GITIS ou précédemment RATI). À l'université, Lioubimova a travaillé à l'agence de presse de l'Église orthodoxe russe en participant à la production de programmes intitulés : Orthodoxes, Calendrier orthodoxe, Regard russe avec Ivan Dernidov et Le chemin du patriarche (2009) sur la vie d'Alexis II, patriarche de l'Église orthodoxe russe. Elle a également écrit des scenarios pour des films sur Serge de Radonège et sur le cinéaste russe Nikita Mikhalkov(2015).
En 2015, Lioubimova est devenue conseillère en chef du département de cinématographie du ministère de la culture de la fédération de Russie.
Depuis août 2016 jusque janvier 2018, elle a été directrice adjointe des programmes sociaux et journalistiques de Pervi Kanal, principale chaîne de télévision de Russie.
Elle dirige le département de cinématographie du ministère de la culture de la fédération de Russie du 17 janvier 2018 au 21 janvier 2020. 
Olga Lioubimova est la fille d'un directeur de théâtre et pédagogue, recteur de l'École supérieure d'art dramatique Mikhaïl Chtchepkine, Boris Lioubimov (ru),.